# Новосёловский сельский совет (Криничанский район)
Новосёловский сельский совет (укр. Новоселівська сільська рада) — входит в состав
Криничанского района
Днепропетровской области
Украины.
Административный центр сельского совета находится в 
с. Новосёловка.

## Населённые пункты совета
- с. Новосёловка
- с. Барвинок
- с. Зелёный Кут
- с. Ильинка
- с. Роговское
- с. Степановка